# Saint-Martin-de-Blagny
Saint-Martin-de-Blagny är en kommun i departementet Calvados i regionen Normandie i norra Frankrike. Kommunen ligger i kantonen Balleroy som ligger i arrondissementet Bayeux. År 2022 hade Saint-Martin-de-Blagny 120 invånare.

## Befolkningsutveckling
Antalet invånare i kommunen Saint-Martin-de-Blagny
Referens:INSEE